# Abborrträsk
Abborrträsk is een plaats in de gemeente Arvidsjaur in het landschap Lapland en de provincie Norrbottens län in Zweden. De plaats heeft 143 inwoners (2005) en een oppervlakte van 72 hectare. De plaats ligt ongeveer twintig kilometer ten zuiden van de plaats Arvidsjaur, ook ligt de plaats aan het meer Abborrträsket.

## Verkeer en vervoer
Bij de plaats lopen de Riksväg 95 en Länsväg 373.
Door de plaats liep de spoorlijn Arvidsjaur - Jörn.
Bestuurscentrum: Arvidsjaur (tätort)
Tätort: Glommersträsk · Moskosel ·
Småort: Abborrträsk · Auktsjaur · Järvträsk · Lauker